# Videocabine
Een videocabine (ook privécabine) is een afsluitbare ruimte waar een pornofilm individueel bekeken kan worden. De persoon kan op een televisiescherm films bekijken tegen betaling waarbij de bezoeker de filmprojectie zelf op gang brengt door middel van een geldinworp en keuze heeft uit verschillende films en tijdens de betaalde tijd de keuze van de geprojecteerde film voortdurend kan wijzigen. De apparatuur wordt wel aangeduid als seksautomaat, een aantal bij elkaar wordt een seksautomatenhal genoemd. In een individuele cabine kan een klant ongestoord tot masturbatie overgaan indien hij/zij dat zou willen. In een belastingkwestie heeft een rechter bepaald dat dit geen bioscoop is.